# (3573) Holmberg
Pour les articles homonymes, voir Holmberg.
(3573) Holmberg est un astéroïde de la ceinture principale.

## Description
(3573) Holmberg est un astéroïde de la ceinture principale. Il fut découvert le 16 août 1982 à La Silla par Claes-Ingvar Lagerkvist. Il présente une orbite caractérisée par un demi-grand axe de 2,24 UA, une excentricité de 0,07 et une inclinaison de 2,8° par rapport à l'écliptique.

## Compléments